# Tadarida leucostigma
Tadarida leucostigma — вид кажанів родини молосових.

## Середовище проживання
Цей вид відомий з Мадагаскару, де він перебуває на висотах від 5 до 950 м над рівнем моря. Також зустрічається на двох островах, Мохелі і Анжуан, на архіпелазі Коморські Острови. Вид часто пов'язаний з сухими листяними лісами.

## Стиль життя
Лаштує сідала в основному в будівлях, але також були записи з деяких печер і дупел дерева баобаб.